# Bonconte Montefeltro
Bonconte Montefeltro va ser fill de Guiu I Montefeltro. Fou armat cavaller per l'emperador Rodolf. El 1428 era capità de l'exèrcit d'Arezzo; és el personatge l'ombra del qual és interrogada per Dant al Purgatori (cant I), va ser greument ferit al coll a la batalla de Campaldino l'11 de juny de 1289, i se'l va portar cap a Serravalle però va morir als pocs dies a Archiano, prop de l'abadia de Prataglia. Va deixar una filla anomenada Manentessa (casada amb Guido Salvatico Guidi, comte de Dovadola).